# 春日 (つくば市)

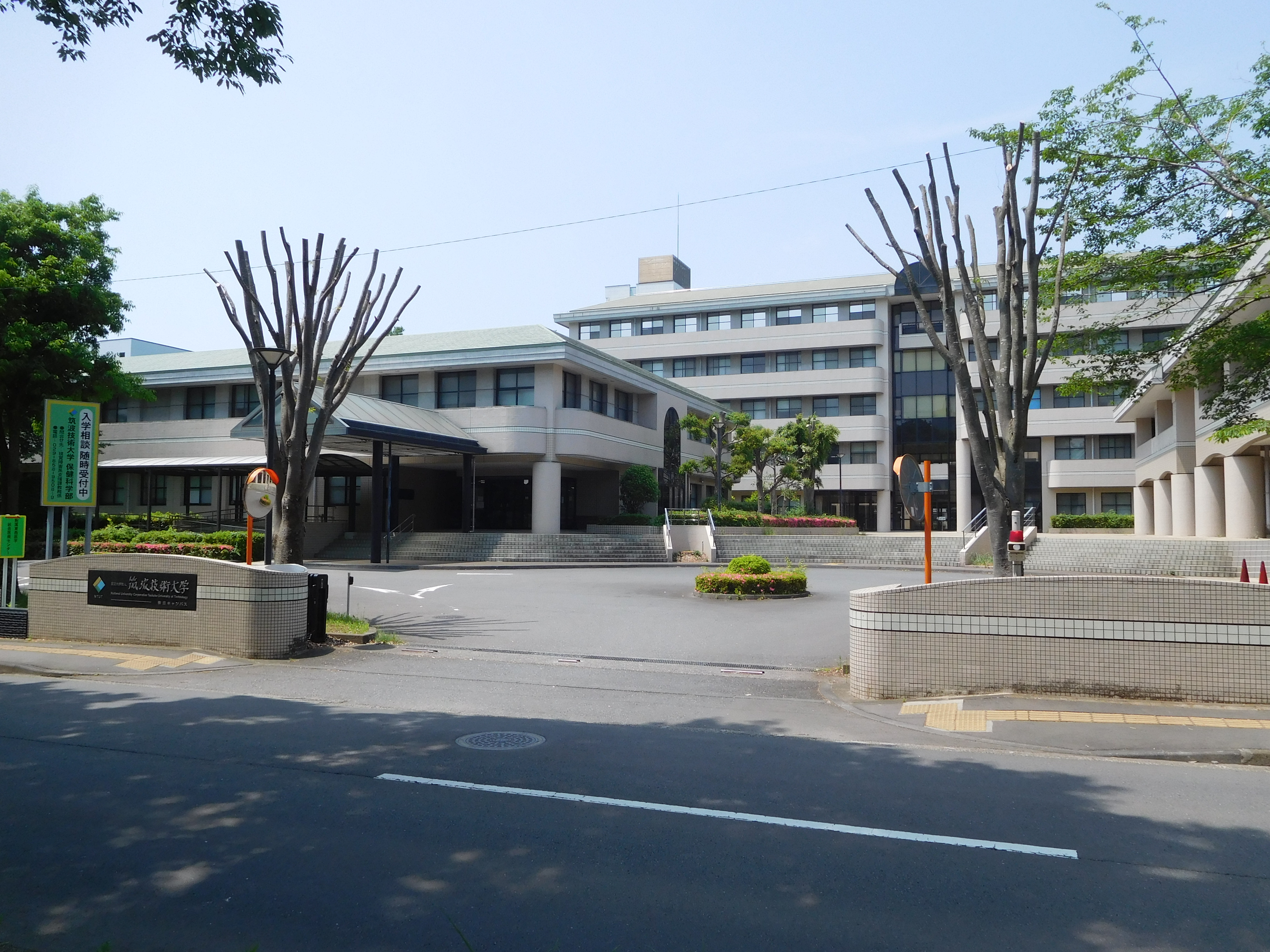
筑波技術大学（春日四丁目）

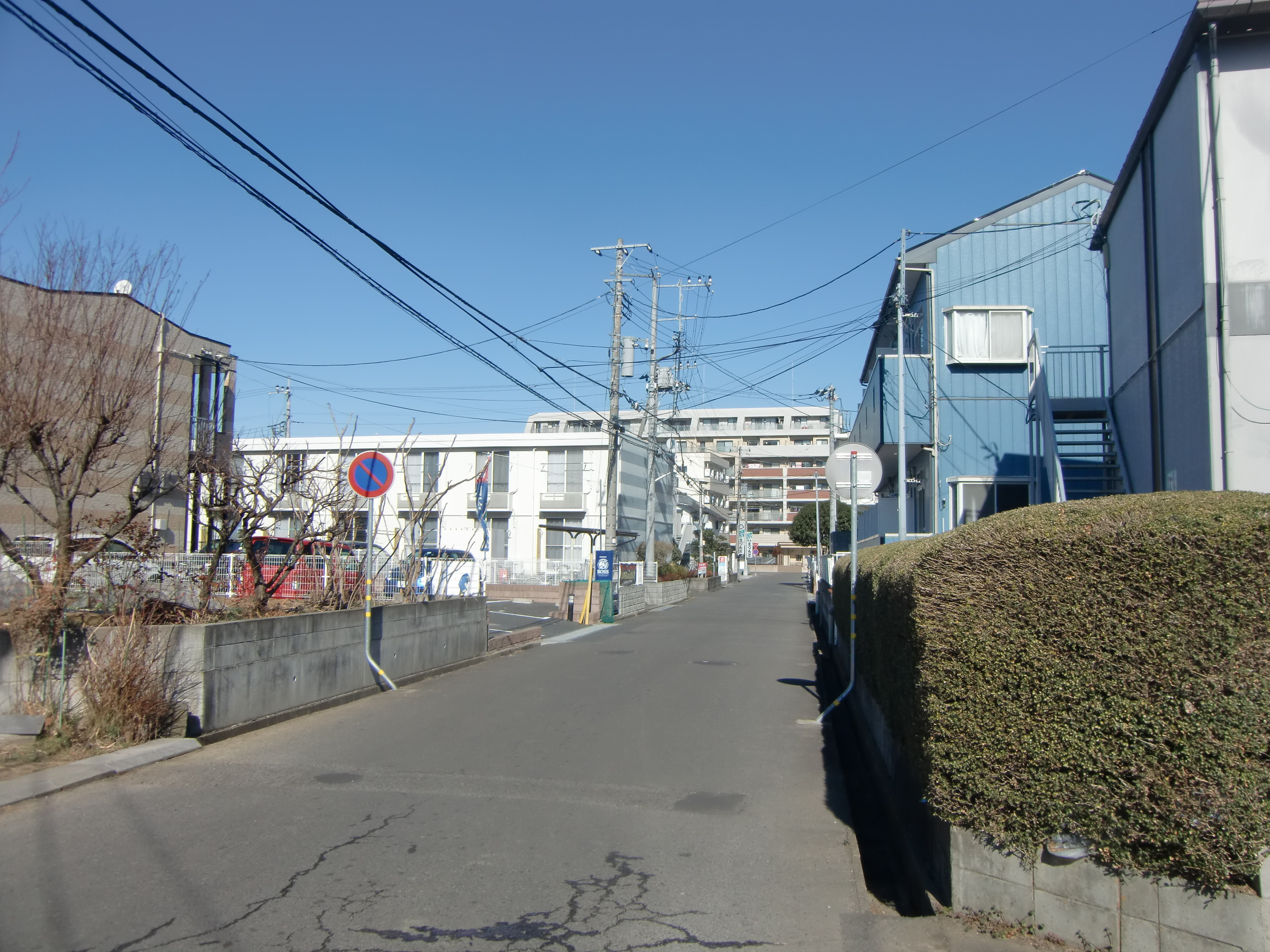
住宅街（春日四丁目）

春日（かすが）は、茨城県つくば市の地名。現行行政地名は春日一丁目から春日四丁目。郵便番号は305-0821。

## 地理
つくば市東部に位置し、筑波研究学園都市研究学園地区北部に位置する。地域内は大学や住宅街となっている。
一丁目にはつくば市消防本部中央消防署、筑波大学筑波キャンパス春日地区（春日エリア）、二丁目にはつくば市立春日小・中学校、かつらぎ公園、四丁目には筑波技術大学春日キャンパスがある。
東は天久保、西は研究学園・下平塚・苅間、南は吾妻・小野崎、北は東平塚と接している。

### 地価
住宅地の地価は、2014年（平成26年）1月1日の公示地価によれば、春日2丁目15番5の地点で10万9000円/m2となっている。

## 歴史
筑波研究学園都市に指定される以前は畑や林の広がる地域であった。1977年（昭和52年）に筑波郡谷田部町と新治郡桜村の一部をもって成立する。1979年（昭和54年）に図書館情報大学（現・筑波大学筑波キャンパス春日地区）、1990年（平成2年）に筑波技術短期大学（現・筑波技術大学）が開学すると同時に、周辺の宅地開発が進み、人口が増加した。

### 地名の由来
1977年（昭和52年）に春日地区を設置する際に、当時の筑波郡谷田部町苅間及び同町東平塚にあった小字名を採用した。

### 町名の変遷
| 実施後     | 実施年月日               | 実施前（各大字ともその一部） |
| ---------- | ------------------------ | --- |
| 春日一丁目 | 1977年（昭和52年）3月4日 | 大字妻木字十三塚、大字苅間字藤沢道・字地社木・字台・字台下・字小山前・字春日・字小山久保・字小山・字風ベシ・字西海道                                                                       |
| 春日一丁目 | 1977年（昭和52年）8月2日 | 大字妻木字曲り松・字山田、大字苅間字和久井・字藤沢道・字小山久保・字小山前・字小山・字春日・字東海道・字庚申・字野田・字西海道                                                             |
| 春日二丁目 | 1977年（昭和52年）3月4日 | 大字苅間字台・字藤沢道・字地社木・字台下・字小山前・字小山久保 |
| 春日二丁目 | 1977年（昭和52年）8月2日 | 大字苅間字和久井・字藤沢道・字台・字小丸野・字野中山・字西海道・字東海道・字砂久保・字台下・字薬師山・字篠後・字大境・字野田・字池北・字池南・字小山前・字小山久保・字新堀・字春日・字小山 |
| 春日三丁目 | 1977年（昭和52年）3月4日 | 大字東平塚字春日・字春日谷・字南原、大字苅間字春日 |
| 春日三丁目 | 1977年（昭和52年）8月2日 | 大字下平塚字東向、大字西平塚字藤沢・字大谷津、大字東平塚字春日・字春日谷・字大谷津・字南原・字藤塚、大字苅間字大境・字野田・字新堀・字春日                                                 |
| 春日四丁目 | 1977年（昭和52年）3月4日 | 大字東平塚字生板倉・字春日・字春日谷・字南原 |
| 春日四丁目 | 1977年（昭和52年）8月2日 | 大字東平塚字くとれ・字ノギサ・字桜山・字生板倉・字春日・字南原・字溝添・字爪畑・字松の下・字中台・字山越、大字妻木字平砂向・字上田・字九ツ井戸                                             |

## 世帯数と人口
2017年（平成29年）8月1日現在の世帯数と人口は以下の通りである。
| 丁目      | 世帯数    | 人口    |
| --------- | --------- | ------- |
| 春日1丁目 | 466世帯   | 905人   |
| 春日2丁目 | 1,623世帯 | 2,890人 |
| 春日3丁目 | 1,421世帯 | 1,884人 |
| 春日4丁目 | 1,841世帯 | 2,117人 |
| 計        | 5,351世帯 | 7,796人 |

## 交通

### バス
- 関東鉄道バス・関鉄パープルバス
  - 26・36・C6系統建築研究所、研究学園駅、つくばセンター[8]
  - 19・C9A系統石下駅、つくばセンター、土浦駅[8]

つくバス
- 吉沼シャトル

### 道路
- 学園西大通り（国道408号）
  - 春日地区を北西 - 南東方向に通過する幹線道路。一丁目と二丁目、三丁目と四丁目の境界をなす。沿線には、オフィスビルやチェーンストアが立ち並ぶ。
- 学園北大通り（茨城県道244号妻木赤塚線）
  - 春日一丁目を北東 - 南西方向に通過する一般県道。道路の南側に筑波大学筑波キャンパス春日地区がある。
- 新都市中央通り（茨城県道19号取手つくば線）
  - 春日二丁目を北東 - 南西方向に通過する4車線の主要地方道。北大通りから直通しており、沿線開発が進む。

## 施設
- こどもの家保育園

一丁目
- つくば市役所春日庁舎
- 筑波大学筑波キャンパス春日地区（通称：春日キャンパス、旧・図書館情報大学）
  - 図書館情報メディア研究科、情報メディア創成学類、知識情報・図書館学類、春日学生宿舎

二丁目
- つくば市立春日学園義務教育学校（旧・つくば市立春日小・中学校）
- かつらぎ公園
- 東京電力学園都市変電所
- リコージャパン茨城支社つくば事業所
- 茨城県信用組合つくば中央支店

三丁目
- 日本地図センターつくば事務所[9]

四丁目
- 筑波技術大学春日キャンパス
  - 保健科学部、東西医学統合医療センター

## 小・中学校の学区
2012年（平成24年）現在、市立小・中学校に通う場合、学区は以下の通りとなる。
| 丁目   | 番地 | 小・中学校           |
| ------ | ---- | -------------------- |
| 一丁目 | 全域 | 春日学園義務教育学校 |
| 二丁目 | 全域 | 春日学園義務教育学校 |
| 三丁目 | 全域 | 春日学園義務教育学校 |
| 四丁目 | 全域 | 春日学園義務教育学校 |

2012年（平成24年）3月以前は、市立小・中学校に通う場合、春日全域が葛城小学校・手代木中学校の学区であったが、2012年（平成24年）4月5日に二丁目に小中一貫教育を行う春日学園（春日小学校・春日中学校）が開園したことにより学区が変更され、春日全域が春日小学校・春日中学校の学区になった。しかし、春日小学校と葛城小学校の双方の学区で、隣の学区の学校に通わせたい保護者が多数いたこともあり、つくば市教育委員会では弾力的に運用するとして2012年度中は、春日小学校と葛城小学校間の転校を認めた。